# 布爾拉鄉 (蘇恰瓦縣)
47°50′33″N 25°55′9″E / 47.84250°N 25.91917°E
布爾拉鄉（羅馬尼亞語：Comuna Burla, Suceava），是羅馬尼亞的鄉份，位於該國東北部，由蘇恰瓦縣負責管轄，面積20平方公里，海拔高度432米，2007年人口2,162，人口密度每平方公里110人。